# Ligne 3 du métro de Shanghai
Pour les articles homonymes, voir Ligne 3.
La ligne 3 du métro de Shanghai est une des douze lignes du réseau métropolitain de la ville de Shanghai, en Chine. Elle est identifiable par sa couleur jaune, et relie la Gare du Sud à la Rue Jiangyang Nord.

## Connection
- La ligne Jinshan (train de banlieue «à grande vitesse») est relié à la ligne 3.

## À voir
- Parc Tianshan (Station Yan'an West Road Station).
- Parc Changfeng (Station Jinshajiang Road).
- 50 Moganshan Road, un quartier artistique (Station Zhongtan Road).